# 莫普提省

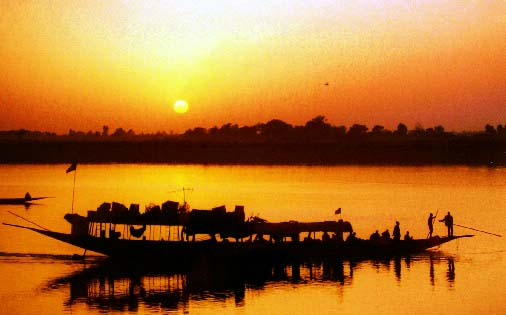

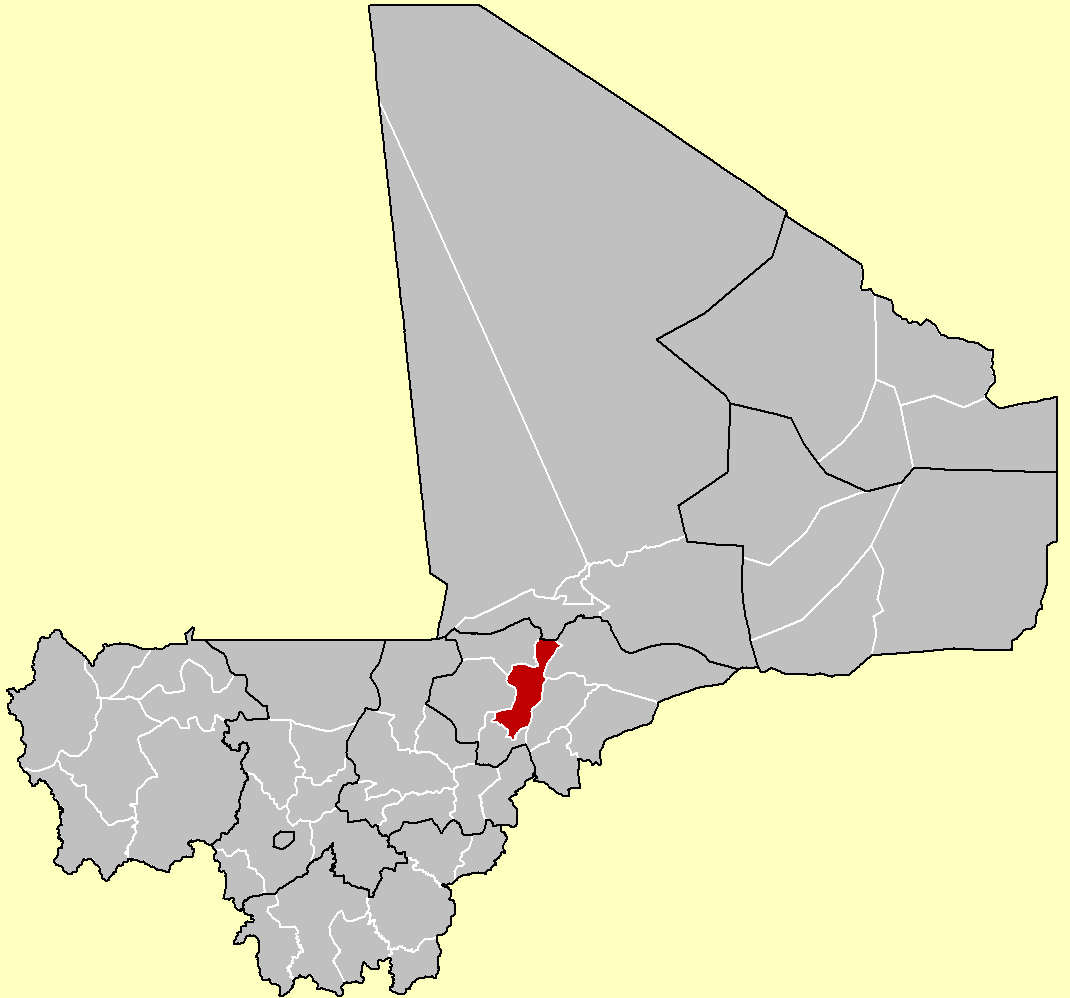

莫普提省（法語：Cercle de Mopti），是馬里的省份，位於該國中部，由莫普提區負責管轄，首府設於莫普提，面積7,262平方公里，2009年人口368,512，人口密度每平方公里51人。